# York Factory First Nation
Die York Factory First Nation ist eine der ethnischen Gruppen der kanadischen Provinz Manitoba, die als Indianerstämme anerkannt sind. Die Zahl der anerkannten Mitglieder betrug nach den Angaben des Department of Indian Affairs and Northern Development 1.120 (März 2010). Von diesen lebten demnach 374 im eigenen Reservat, 42 in anderen Reservaten, die übrigen 704 lebten außerhalb. Das Reservat York Landing umfasst 967,4 ha und befindet sich 120 km nordöstlich von Thompson, am Aiken River, der in den Split Lake mündet.

## Geschichte

### Frühgeschichte
Die Cree haben sich wohl vor 1500 von der James-Bay-Region, also dem südlichen Ende der Hudson Bay aus westwärts ausgebreitet. Die Cree der York Factory lebten in einem weiten Umkreis um den namengebenden Handelsposten York Factory, den im 17. Jahrhundert die Hudson’s Bay Company errichtet hatte. Ihr traditionelles Gebiet erstreckte sich von Port Nelson bis Shamattawa, von dort bis Fort Severn weiter bis Kaskatamagun.
Die Hauptdialekte des Cree werden heute als Eastern Cree, Moose Cree, Central/Swampy Cree, Western Plains Cree und Northern/Woodlands Cree bezeichnet. Die Indianer um York Factory sprachen Swampy Cree, konnten sich aber leicht mit anderen Cree verständigen.
Die Cree um die Hudson Bay lebten von Jagd, Fischfang und Fallenstellerei; Bodenbebauung lässt das Klima nicht zu. Dazu kamen Beeren. Konserviert wurde meist durch Trocknen, Kochen oder Räuchern. Im Winter gingen die Männer auf Karibujagd. Das Fett der Tiere lieferte einen wesentlichen Bestandteil des Pemmikan. Der Transport des Fetts erfolgte im gesäuberten Magen des erbeuteten Tieres. Als Unterkünfte wurden Tipis, Zelte, Wigwams genutzt, später Blockhütten und Holzhäuser.

### Pelzhandel, französisch-britischer Konflikt
Im 17. und 18. Jahrhundert standen Franzosen und Engländer um die Hudson Bay in scharfer Konkurrenz um die Pelze von Füchsen, Bibern und Bisamratten. 1610 segelte Henry Hudson als erster Europäer in die riesige Hudson Bay, Anfang November begann die Überwinterung im Südwesten der James Bay. Am 22. Juni wurden Hudson und einige seiner Leute nach einer Meuterei ausgesetzt, womit sich ihre Spur verliert.
Die Cree nahmen weite Wanderungen auf sich und tauschten Pelze gegen Kleider, Gewehre, Decken und Werkzeuge, dazu kamen Tabak und Alkohol. 1672 eröffnete Edward North beim späteren Fort York den ersten Handel, 1682 segelte Captain Zachary Gillam mit 80 Mann auf der Prince Rupert zum Nelson River. Dennoch blieb der Pelzhandel durch die Eroberungen des Chevalier de Troyes weitgehend in französischer Hand. England blieb am Westufer der Hudson Bay nur ein einziger Posten. 1684 entstand Fort York am Nordufer des Hayes River. Das 1686 von Franzosen eroberte Fort eroberte James Knight von der Hudson’s Bay Company 1693 zurück, doch eroberte Pierre Le Moyne Sieur d’Iberville in einer groß angelegten Flottenaktion den Posten 1697 erneut. Nun aber errang die Hudson’s Bay Company die Vormacht. Ihr wichtigster Handelsposten wurde die York Factory, die mehrfach wegen Überschwemmungen verlegt werden musste. James Knight, zu dieser Zeit bereits etwa 75, führte eine Expedition für die Hudson’s Bay Company.
Thanadelthur, eine junge Indianerin, wurde 1713 von Cree am Großen Sklavensee geraubt. Cree gingen seit 1670 immer wieder mit britischen Gewehren ausgestattet auf Sklavenjagd. Ihr gelang jedoch 1714 die Flucht und James Knight erkannte den Wert ihrer Informationen über Pelzjäger im Nordwesten sofort. Sie führte William Stewart und 150 Cree zum Ostarm des Großen Sklavensees und vermittelte Frieden zwischen Chipewyan und Cree. Dadurch konnte die HBC Handelsposten Prince of Wales am Churchill errichten. Der Frieden ermöglichte den Cree einen ungestörten Zwischenhandel zwischen der HBC und dem Nordwesten.
Nach der Niederlage der Franzosen gegen die Briten von 1760 bekämpften sich mehrere Handelsgesellschaften. Der stärkste Rivale der HBC wurde die North West Company. Dieser Zustand endete erst 1821 nach dem Pemmikan-Krieg mit der zwangsweisen Vereinigung zu einer Gesellschaft, die nun als Hudson’s Bay Company firmierte und bis 1870 ein Monopol genoss.
Samuel Hearne bereiste 1770 bis 1772 vom Fort Prince of Wales (Churchill) an der Hudson Bay aus den Nordwesten und berichtete vom Großen Sklavensee. Die dortigen Lake Wholdaia Chipewyan tauschten ihre Pelze aus eigener Initiative an der Hudson Bay.

### Bevölkerungseinbruch, zunehmende Sesshaftigkeit, Reservat
1782 brachen in Churchill die Pocken aus, eine Epidemie, der die Hälfte bis zwei Drittel der Cree zum Opfer fielen. Hinzu kamen weitere, bis dahin unbekannte Krankheiten, wie Grippe und Scharlach. 1788 wurde das Fort an der heutigen Stelle neu gebaut. Es wurde bis 1957 unterhalten, kam 1968 an den Staat, der daraus eine national historic site machte.
Die Cree an der James Bay und im weiteren Umkreis lebten immer weniger nomadisch, vor allem in Herbst und Frühjahr lebten sie zunehmend in der Nähe der Handelsposten. Dennoch fehlt bis heute ein Überblick über die Strategien der ethnischen Gruppen, über die internen Veränderungen, wie neue Führungsgruppen mit neuen Abhängigkeiten vom Pelzhandel entstanden.

### Landansprüche, Keewatim-Stammesrat
1995 kam es zu einem Vertrag mit Manitoba Hydro.
Der Keewatim Tribal Council vertritt die Interessen von 11 First Nations. Diese sind neben der York Factory First Nation die Barren Lands, Bunibonibee, Fox Lake, God’s Lake, Manto Sipi, Northlands, Sayisi Dene, Shamattawa, War Lake und Tataskweyak.
In der Gemeinde besteht ein Flugplatz (1000 m), ein einfaches Motel, hinzu kommen ein Stammesbüro (band office), ein Gesundheitszentrum, sowie eine anglikanische Kirche. Häuptling (chief) ist Johnny Saunders.